# Hontoria de la Cantera
Hontoria de la Cantera ist ein Ort und eine zur bevölkerungsarmen Serranía Celtibérica gehörende Gemeinde (municipio) mit 174 Einwohnern (Stand: 2024) in der spanischen Provinz Burgos in der autonomen Region Kastilien-León. Hontoria de la Cantera gehört zu den Stationen des Camino del Cid und zu der von Südosten (Alicante/Valencia) kommenden Ruta de la Lana.

## Lage und Klima
Der Ort Hontoria de la Cantera liegt im Quellgebiet des Río de los Ausines in einer Höhe von etwa 950 m. Die Provinzhauptstadt Burgos ist etwa 21 km (Fahrtstrecke) in nördlicher Richtung entfernt; der kleine, aber sehenswerte Ort Covarrubias liegt etwa 21 km südöstlich. Das Klima ist trotz der Höhenlage gemäßigt bis warm; Regen (ca. 555 mm/Jahr) fällt übers Jahr verteilt.

## Bevölkerungsentwicklung
| Jahr      | 1857 | 1900 | 1950 | 2000 | 2018 |
| Einwohner | 416  | 420  | 465  | 127  | 146  |

Die Mechanisierung der Landwirtschaft, die Aufgabe bäuerlicher Kleinbetriebe und der daraus resultierende geringere Arbeitskräftebedarf haben seit der Mitte des 20. Jahrhunderts zu einem deutlichen Rückgang der Einwohnerzahlen geführt.

## Wirtschaft
Der Ort war und ist in hohem Maße landwirtschaftlich geprägt, wobei Viehzucht und  Milchwirtschaft dominieren; auf einigen Feldern in der Umgebung werden Weizen und Gerste angebaut. In der Umgebung des Ortes liegen mehrere Steinbrüche (canteras), in denen auch der Kalkstein zum Bau der Kathedrale von Burgos und anderer Bauten in der Region gewonnen wurde.

## Geschichte
Obwohl bereits die Römer hier Steinbrüche betrieben haben sollen, fehlen Nachrichten aus westgotischer und islamisch-maurischer Zeit. Bereits im 10. Jahrhundert eroberte der kastilische Graf Fernán Gonzales die Region. In der Gründungsurkunde des ca. 80 km nordöstlich gelegenen Klosters Oña findet sich die erste Erwähnung des damaligen Ortsnamens Fontoria. Kurz nach der Mitte des 11. Jahrhunderts fiel der Ort an das Kloster San Pedro de Arlanza, doch der Bischof von Burgos streckte ebenfalls seine Finger aus, um den Grundbesitz der Kathedrale zu vergrößern. Seit dem Ende des 11. Jahrhunderts befand sich die Grundherrschaft über den Ort in Händen privater Grundherrn (señores).

## Sehenswürdigkeiten

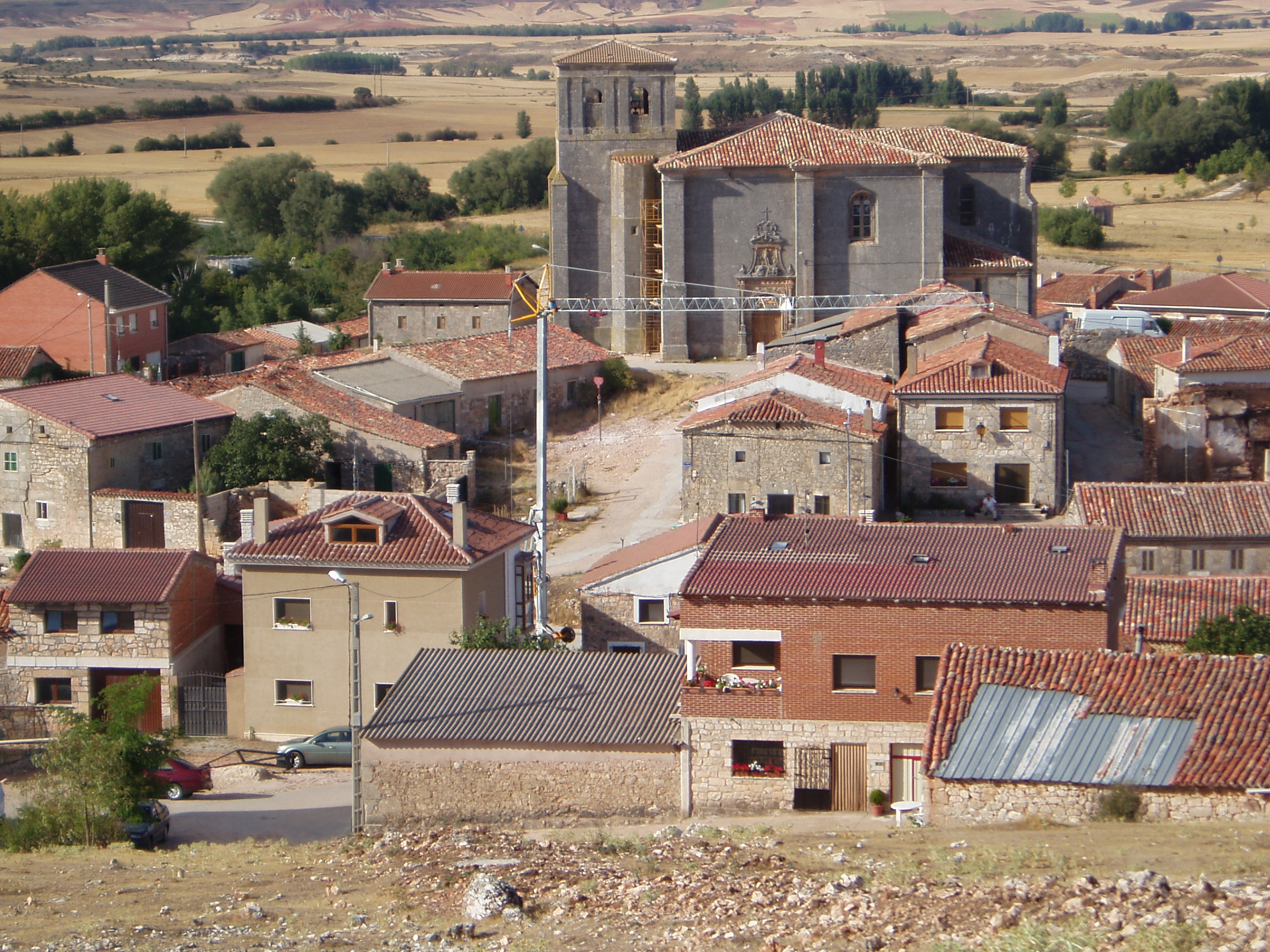
Kirche San Miguel Arcángel

- Die im ausgehenden 16. Jahrhundert erbaute und dem Erzengel Michael geweihte Iglesia de San Miguel Arcángel überragt den Ort. Es ist eine von Strebepfeilern stabilisierte Renaissancekirche mit zwei kleinen, aber feinen Portalen, deren Inneres als dreischiffige Hallenkirche mit Rippengewölben ausgebildet ist. Blickfang ist das spätbarocke Altarretabel (retablo).
- Auf dem Platz vor der Kirche steht ein Kalvarienkreuz auf einem mehrfach gestuften quadratischen Sockel.

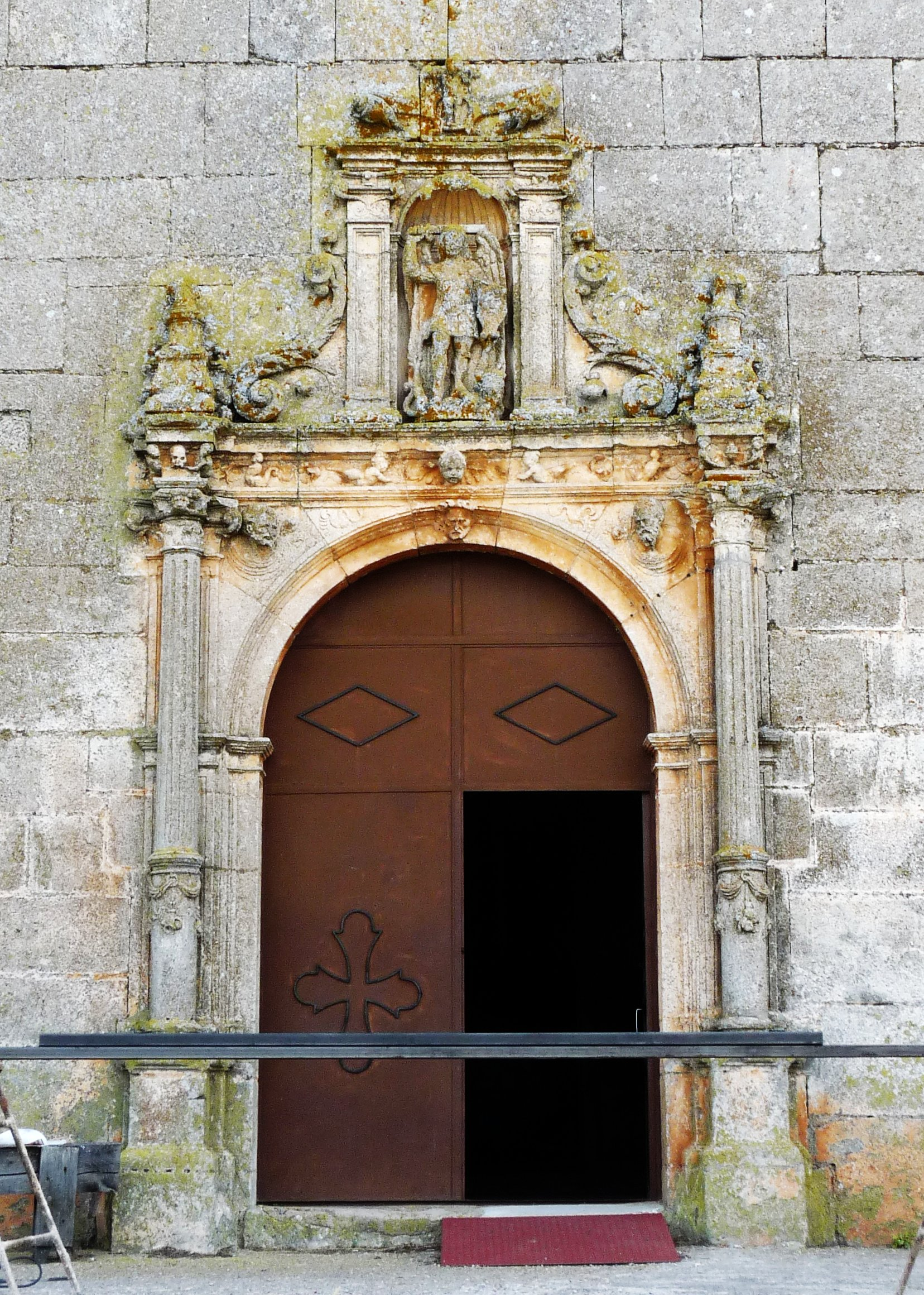
Westportal
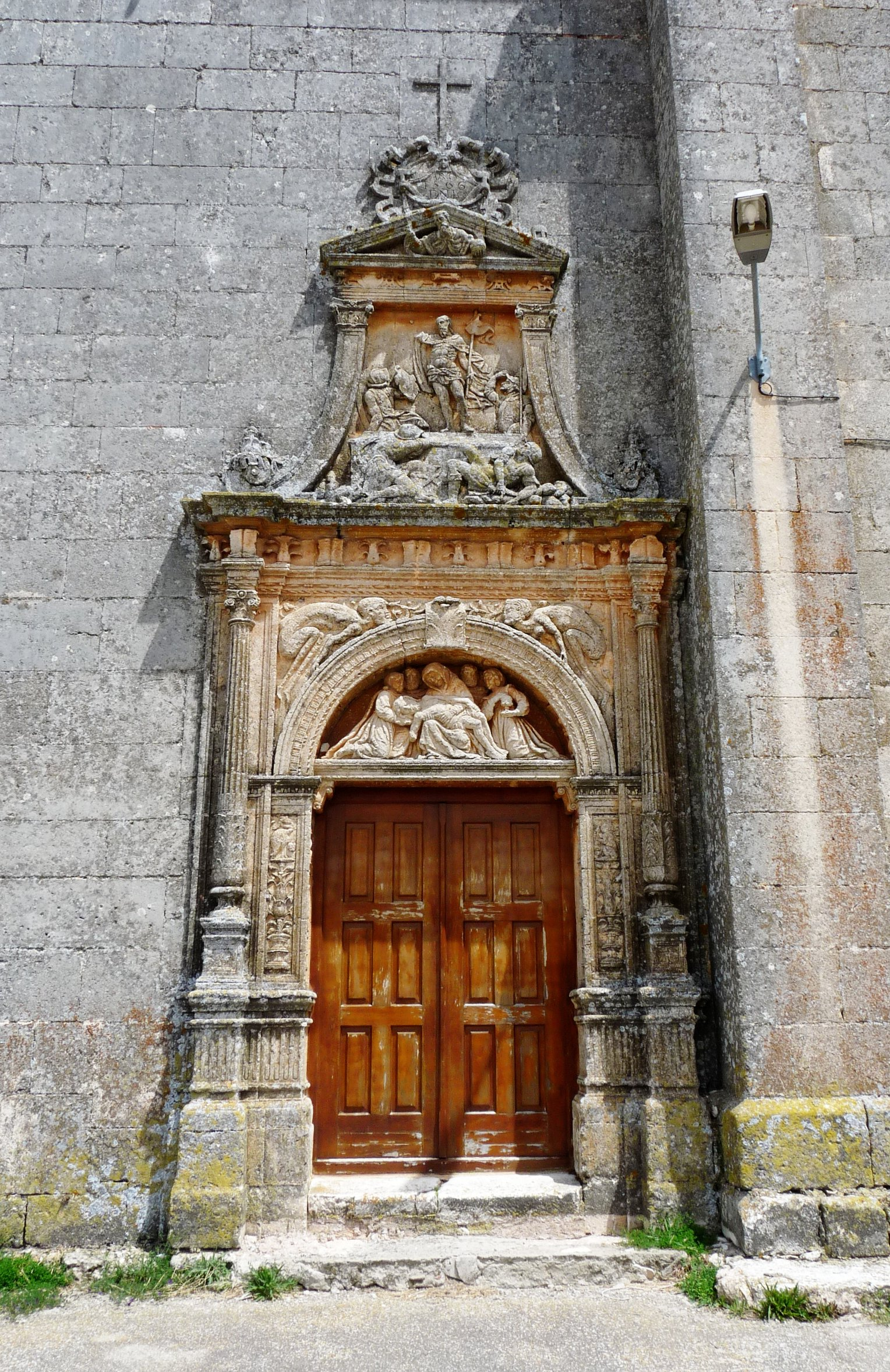
Südportal
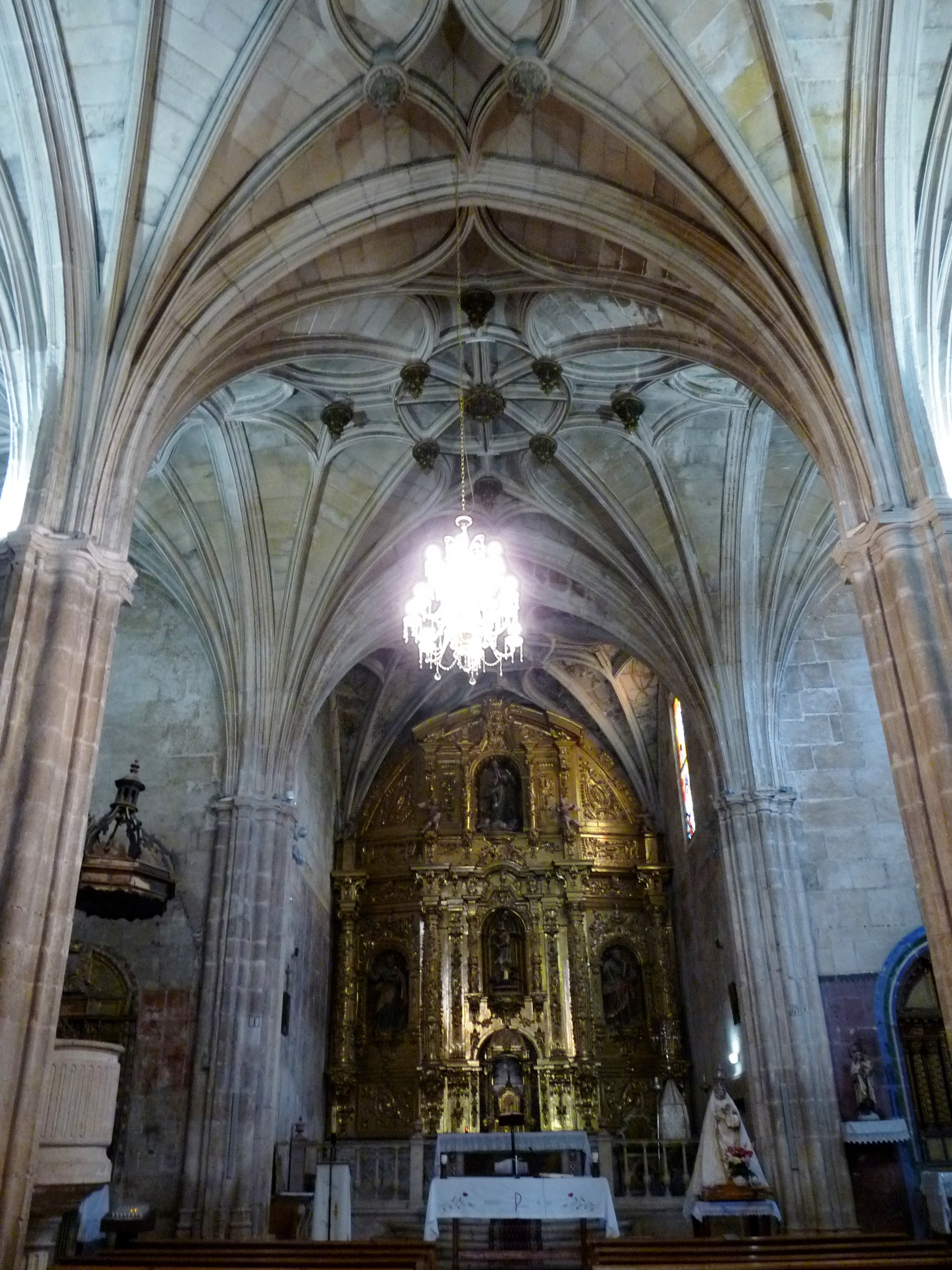
Hallenkirche
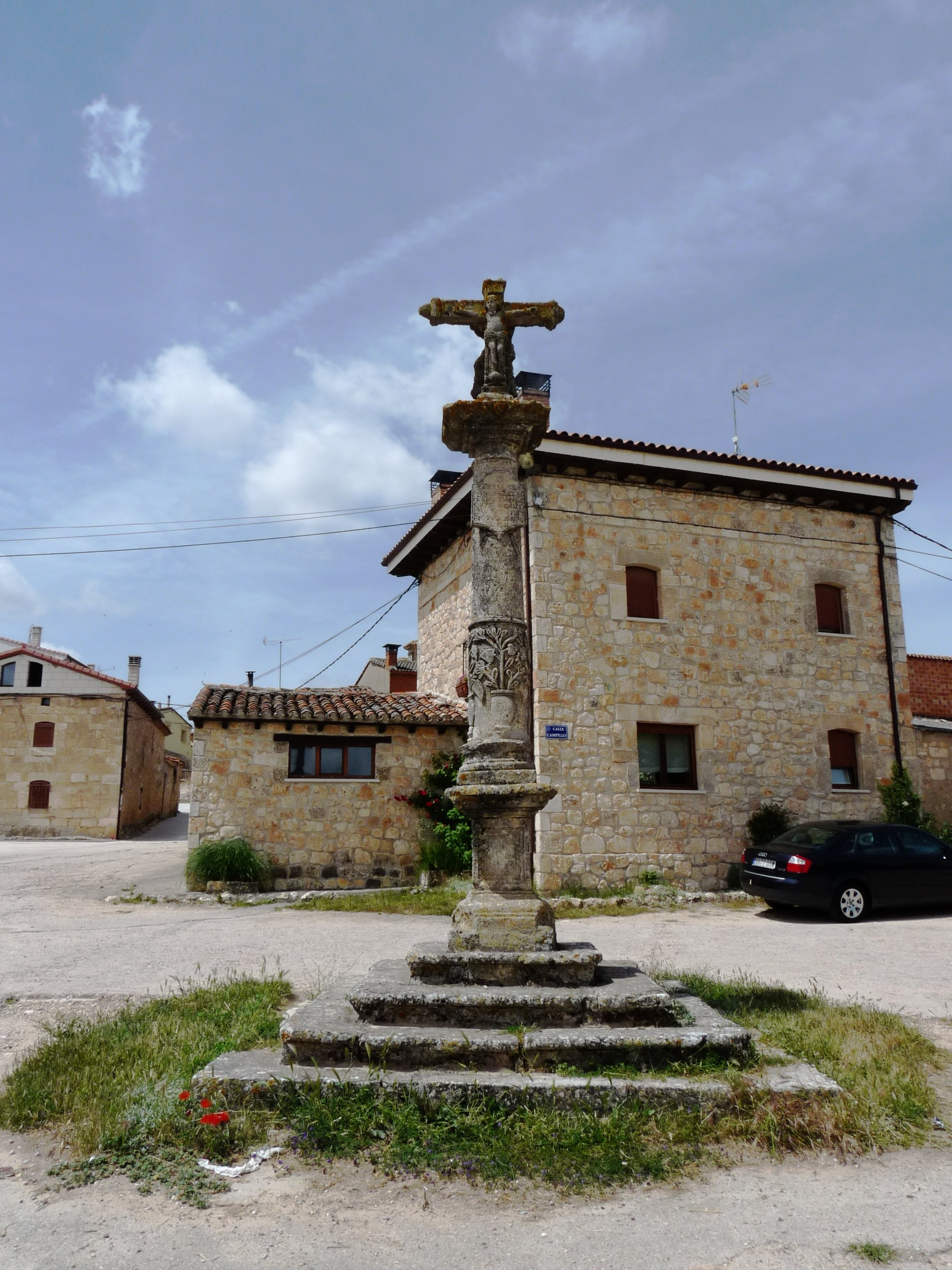
Kalvarienkreuz